# Mobilizare

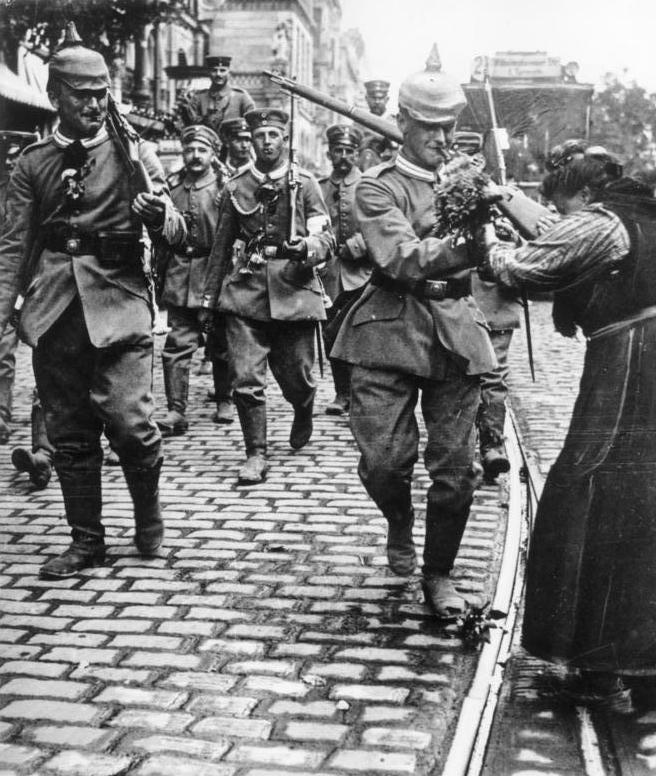
Mobilizare generală a trupelor germane (1 august 1914)

Mobilizare (de la cuvântul francez mobilisation, mobiliser - a pune în mișcare) este o serie de mǎsuri extraordinare care se pot institui, în principal, în domeniile militar, politic, economic, social, administrativ, diplomatic și juridic, planificate și pregǎtite pe timp de pace, precum și a acțiunilor desfǎșurate pentru aplicarea acestora, potrivit legii, la apariția sau iminența unei amenințǎri grave care poate afecta suveranitatea, independența și unitatea statului, integritatea teritorialǎ a țǎrii si democrația constituționalǎ.

## Moblizarea în istorie
- Primul Război Mondial: 66.000.000 soldați moblizați (Antanta 44.000.000 de soldați moblizați și Puterile Centrale 22.000.000)
- Al Doilea Război Mondial: 85.000.000 soldați mobilizați